# Сокол (керамический завод)
Керамический завод «Сокол» — бывший Гучковский керамический завод, ныне акционерное общество «Сокол», входящее в группу компаний «Сокол». Занимается выпуском керамических строительных материалов и их реализацией. Завод основан в 1907 году и расположен в городе Дедовск, Московская область.

## История
В начале XX-го века близ недавно возникшего возле Виндавской железной дороги посёлка анонимное акционерное общество со смешанным французско-русским капиталом приняло решение о возведении прядильно-ткацкой фабрики и казарменных корпусов для проживания рабочих. Для их постройки были созданы два керамических завода: Новикова и Каткова. Первый располагался на выкупленной близ деревни Талицы у купца К. И. Гучкова земле, вследствие чего позже и получил название «гучковский». А второй — на окраине будущего дачного посёлка Малиновка и работал только до завершения строительства фабрики.
В качестве сырья для кирпича использовалась красная глина из местных выработок. На стройку готовый материал доставлялся по специально проложенной для этого узкоколейке. Ныне в городе Дедовске можно увидеть старые кирпичные строения, в том числе административного и социального значения, которые являются практически ровесниками населённого пункта.
В 1926 году Гучковский керамический завод снова запустили на постоянной основе. Так он проработал до самого начала Второй мировой войны, когда производство, равно как и на местной прядильной-ткацкой фабрике, было полностью остановлено, а само здание готовилось к подрыву. Однако, рубеж удалось отстоять и строения были сохранены для последующего восстановления производства.
В послевоенные годы, в отличие от фабрики, именно Гучковский керамический завод приобрёл наибольшее хозяйственное значение. На нём выпускались крупноразмерные керамические блоки, использовавшиеся при строительстве семи «Сталинских высоток» в Москве.
В 1950-м году на заводе осваивается выпуск облицовочной керамики, которой отделаны и многие другие высотные здания столицы, а также некоторые станции метро.
С 1993 по 1994 года на заводе «Сокол» ведётся полная реконструкция цехов. В процессе изменений, происходит установка нового оборудования для изготовления крупной керамической плитки.
Дальнейшее расширение производства, в 1998 году позволило керамическому заводу начать изготавливать панно и бордюры.
В течение 2008—2009 годов в «Соколе» реконструируются цеха.
К концу 2010 года происходит следующая модернизация части производственных цехов.

## Хронология
1907 — год основания завода.
1907—1947 — на заводе производится кирпич из местных красных глин.
1945—1960 — предприятие изготавливает крупноразмерные керамические блоки.
1950 — заводом освоено производство фасадной керамической плитки для крупнопанельного домостроения города Москвы.
1960-е (середина) — впервые в России установлен и запущен конвейер скоростного обжига плитки.
1971 — в посёлке керамического завода возводится первый девятиэтажный дом в городе.
1993—1994 — реконструкция завода, установка итальянских линий производства.
1998 — завод начинает выпускать декоративную керамическую плитку: панно и бордюры.
2008—2009 — реконструкция цеха напольной плитки.
2009, 17 сентября — учреждён флаг города Дедовска, на котором изображены кирпичи керамического завода.
2010 — модернизация цеха по производству облицовочной плитки.
2013 — модернизация глинороспускного цеха
2015 — выпуск нового формата настенных плиток